# Yunodorylus

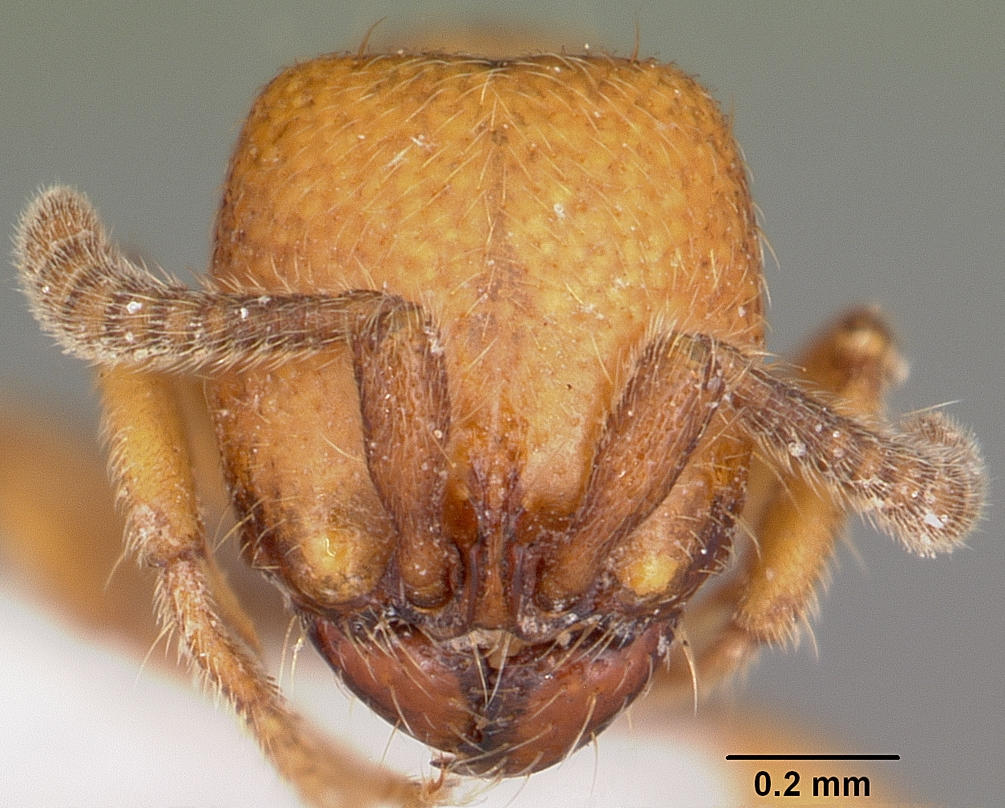
Голова муравья

Yunodorylus (лат.) — род муравьёв из подсемейства Dorylinae. 4 вида.

## Распространение
Юго-Восточная Азия: Вьетнам, Китай, Малайзия (Саравак).

## Описание
Мелкие муравьи (около 5 мм) желтовато-красного цвета, рабочие слепые.
Стебелёк одночлениковый, так как перетяжка между третьим абдоминальным сегментом и четвёртым отсутствует. У самцов брюшко расширяется к вершине.
Усики рабочих и самок 11- или 12-члениковые (у самцов 13). Оцеллии отсутствуют. Нижнечелюстные щупики рабочих 2-члениковые (у самцов 3), нижнегубные щупики состоят из 2 сегментов. Средние и задние голени с одной гребенчатой и одной простой шпорами. Гнездятся в почве.
Род Yunodorylus был впервые описан в 2000 году по типовому виду Yunodorylus sexspinus Xu, 2000.
В 2003 году синонимизирован с родом Cerapachys (Bolton 2003).
В 2016 восстановлен в самостоятельном родовом статусе в ходе ревизии всех кочевых муравьёв, проведённой американским мирмекологом Мареком Боровицем (Marek L. Borowiec, Department of Entomology and Nematology, Калифорнийский университет в Дейвисе, Дейвис, штат Калифорния, США).
Yunodorylus близок к сестринской группе Chrysapace + Cerapachys. Первоначально вид входил в состав подсемейства Cerapachyinae. В 2014 году было предложено (Brady et al.) включить его и все дориломорфные роды и подсемейства в состав расширенного подсемейства Dorylinae.
- Yunodorylus doryloides (Borowiec, 2009) — Саравак (Малайзия)[4]
- Yunodorylus eguchii (Borowiec, 2009) — Вьетнам
- Yunodorylus paradoxus (Borowiec, 2009) — Саравак (Малайзия)
- Yunodorylus sexspinus Xu, 2000 — Китай